# Tabons (peuple)
Les Agudas ou Tabons (en portugais Tabom, au singulier) sont une communauté afro-brésilienne du sud du Bénin, du Togo et du Ghana, majoritairement d'origine yoruba,. Le peuple Tabom est une communauté afro-brésilienne  descendant d'anciens esclaves retournés en Afrique de l'ouest (Ghana). Lorsqu'ils arrivèrent à Jamestown, Accra, ils ne parlaient généralement que portugais et utilisaient fréquemment l'expression « Tá bom » (« D'accord »), alors les Ga-Adangbe  déjà présents dans ce quartier de Jamestown à Accra, commencèrent à les appeler les Tabons.

## Origines de la communauté afro-brésilienne au Ghana
Les premières traces de la communauté afro-brésilienne du sud du Ghana remontent à une étude du XIXe siècle selon laquelle entre 3 000 et 8 000 anciens esclaves brésiliens auraient décidé de retourner en Afrique.
Jusqu'à présent, on peine à savoir si les Tabons ont réellement acheté leur liberté et décidé de revenir immédiatement en Afrique, ou s'ils étaient déjà des travailleurs libres au Brésil  arrivés après la révolte des Malês de 1835 à Bahia. Quoi qu'il en soit, de nombreux Afro-Brésiliens persécutés sont retournés au Ghana, au Togo, au Bénin et au Nigéria, en particulier ceux qui ont pris part à la révolte des Malês. Au Ghana, il est courant de trouver des noms de famille comme de Souza, Silva ou Cardoso. Certains d’entre eux ont acquis un haut statut et une certaine renommée au Ghana.

## Les Afro-Brésiliens au Ghana
Au Ghana, les afro-brésiliens - et leurs decendants - qui ont décidé de revenir s'installer dans le pays forme la communauté tabom. Ils ont efectué leur traversée sur le navire SS Salisbury, mis à disposition par le gouvernement britannique. Environ soixante-dix Afro-Brésiliens de sept familles différentes sont arrivés au Sud du Ghana, en particulier à Accra, dans la région du vieux port de James Town en 1836. L'accueil réservé par les Mantse Nii Ankrah de la région d'Otublohum fut si chaleureux qu'ils décidèrent de s'installer définitivement à Accra. Le meneur du groupe tabom au moment de leur arrivée était un certain Nii Azumah Nelson. Le fils aîné d'Azumah Nelson, Nii Alasha, lui succéda et fut un ami très proche du roi Ga Nii Tackie Tawiah. La communauté s'est alors développée et surtout impliquée dans le commerce[réf. nécessaire].
L'actuel Tabom Mantse est Nii Azumah V, un descendant des Nelson. Les Tabons sont également connus comme les fondateurs de la First Scissors House en 1854, le premier atelier de couture moderne du pays, qui a, entre autres activités, fourni des uniformes à l' armée ghanéenne . Une personnalité notable de la communauté est Dan Morton, l'un des tailleurs les plus célèbres d'Accra actuellement[réf. nécessaire].
Au Ghana, on trouve des de Souza autour d' Osu, Kokomlemle et d'autres parties de la région du Grand Accra et du sud du Ghana. On en recontre aussi à Sekondi-Takoradi et Cape Coast. Presque tous sont restés le long des régions côtières du sud du Ghana. Il est très courant de voir des De Souza, Wellington, Benson, Josiah, Pereria, Palmares, Nelson, Azumah, Amorin, Da Costa, Santos, De Medeiros, Nunoo, Olympio, Maslieno, Maselino, ou d'autres Afro-Brésiliens du Ghana parlant parfaitement le Ga-Adangbe, puisque la plupart des Afro-Brésiliens ont se sont marriés avec des Ga-Adangbes[réf. nécessaire].
Accueillis par les Ga-Adangbe et reçus par leurs rois comme des invités personnels, les Tabons ont reçu des terres dans des emplacements privilégiés,, comme Asylum Down, zone proche aujourd'hui de la gare centrale et autour de la Accra Brewery Company . Dans ces zones, les manguiers qu’ils ont plantés sont les témoins silencieux de leur présence. Dans le quartier de North Ridge, on trouve une rue nommée « Tabom Street », en mémoire des grandes plantations qu'ils y avaient autrefois. A James Town se trouve la première maison qu'ils ont construite à leur arrivée au sud du Ghana. Connue sous le nom de « Maison du Brésil » (Brazil House), auourd'hui un musée, dans une petite rue appelée « Brazil Lane ». Grâce à leurs compétences agricoles, ils ont établi des plantations de  manguiers, de  manioc, de haricots et d’autres légumes. Ils ont également apporté des compétences appréciées dans les domaines de l'irrigation, l'architecture, la menuiserie, la forge, l'orfèvrerie, la couture, entre autres[réf. nécessaire].

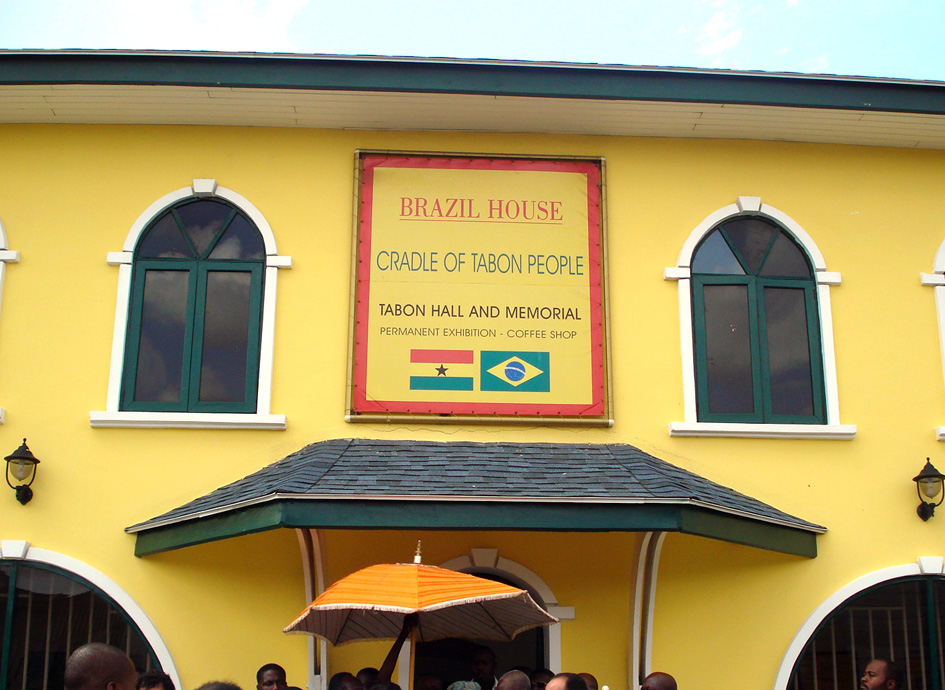
L'une des maisons de la communauté tabom, à Accra, au Ghana. Cette maison est devenue un musée : Maison du Brésil (Brazil House).

De nos jours, les Tabons sont complètement intégrés à la société ghanéenne et sont intimement liés au groupe Ga-Adangbe.